# Seznam dílů seriálu Walker, Texas Ranger
Toto je seznam dílů seriálu Walker, Texas Ranger.

## Přehled řad
| Řada | Díly | Premiéra v USA | Premiéra v USA  | Premiéra v ČR | Premiéra v ČR |
| Řada | Díly | První díl      | Poslední díl    | První díl     | Poslední díl  |
| ---- | ---- | -------------- | --------------- | ------------- | ------------- |
| 0    | 3    | 21. dubna 1993 | 1. května 1993  | vysíláno      | vysíláno      |
| 1    | 23   | 25. září 1993  | 21. května 1994 | vysíláno      | vysíláno      |
| 2    | 25   | 24. září 1994  | 13. května 1995 | vysíláno      | vysíláno      |
| 3    | 26   | 23. září 1995  | 18. května 1996 | vysíláno      | vysíláno      |
| 4    | 27   | 21. září 1996  | 17. května 1997 | vysíláno      | vysíláno      |
| 5    | 25   | 27. září 1997  | 16. května 1998 | vysíláno      | vysíláno      |
| 6    | 23   | 26. září 1998  | 22. května 1999 | vysíláno      | vysíláno      |
| 7    | 25   | 25. září 1999  | 20. května 2000 | vysíláno      | vysíláno      |
| 8    | 24   | 7. října 2000  | 19. května 2001 | vysíláno      | vysíláno      |

## Seznam dílů

### Pilotní řada (1993)
| Č. v seriálu | Č. v řadě | Původní název         | Český název | Režie            | Scénář                 | Premiéra v USA | Premiéra v ČR |
| ------------ | --------- | --------------------- | ----------- | ---------------- | ---------------------- | -------------- | ------------- |
| 1            | 1         | One Riot, One Ranger  | Loupež      | Virgil W. Vogel  | Leigh Chapman          | 21. dubna 1993 | vysíláno      |
| 2            | 2         | Borderline            | Hranice     | Michael Vejar    | Robin Madden           | 24. dubna 1993 | vysíláno      |
| 3            | 3         | A Shadow in the Night | Stíny noci  | Alexander Singer | J. Michael Straczynski | 1. května 1993 | vysíláno      |

### První řada (1993–1994)
| Č. v seriálu | Č. v řadě | Původní název                     | Český název                    | Režie             | Scénář                                                   | Premiéra v USA     | Premiéra v ČR |
| ------------ | --------- | --------------------------------- | ------------------------------ | ----------------- | -------------------------------------------------------- | ------------------ | ------------- |
| 4            | 1         | Bounty                            | Odměna                         | Vern Gillum       | Frank Lupo                                               | 25. září 1993      | vysíláno      |
| 5            | 2         | Storm Warning                     | Tajfun                         | James Darren      | námět: Leigh Chapman scénář: Leigh Chapman a Terry Grief | 2. října 1993      | vysíláno      |
| 6            | 3         | In the Name of God                | Ve jménu páně                  | Michael Preece    | Peter Lance a Terry D. Nelson                            | 30. října 1993     | vysíláno      |
| 7            | 4         | Crime Wave Dave                   | Táta zločinu                   | Tony Mordente     | Gordon T. Dawson                                         | 6. listopadu 1993  | vysíláno      |
| 8            | 5         | End Run                           | Konečná                        | Michael Vejar     | Rick Husky                                               | 13. listopadu 1993 | vysíláno      |
| 9            | 6         | Family Matters                    | Rodinná záležitost             | Tony Mordente     | Frank Lupo                                               | 20. listopadu 1993 | vysíláno      |
| 10           | 7         | She'll Do to Ride the River With  | Ona to zvládne                 | Andrew Stevens    | Peter Lance                                              | 24. listopadu 1993 | vysíláno      |
| 11           | 8         | Unfinished Business               | Nevyrovnané účty               | Michael Preece    | Harold Apter                                             | 27. listopadu 1993 | vysíláno      |
| 12           | 9         | An Innocent Man                   | Nevinný člověk                 | Michael Preece    | Charles Holland                                          | 4. prosince 1993   | vysíláno      |
| 13           | 10        | Night of the Gladiator            | Noc gladiátora                 | William A. Fraker | David H. Balkan                                          | 11. prosince 1993  | vysíláno      |
| 14           | 11        | The Legend of Running Bear        | Legenda o běžícím medvědu      | Michael Preece    | Harold Apter                                             | 8. ledna 1994      | vysíláno      |
| 15           | 12        | Something in the Shadows (Part 1) | Něco nejasného                 | Tony Mordente     | Harold Apter a Gordon T. Dawson                          | 15. ledna 1994     | vysíláno      |
| 16           | 13        | Something in the Shadows (Part 2) | Cosi nejasného                 | Michael Preece    | Harold Apter a Gordon T. Dawson                          | 22. ledna 1994     | vysíláno      |
| 17           | 14        | On Deadly Ground                  | Nebezpečné území               | Tony Mordente     | Rick Husky                                               | 29. ledna 1994     | vysíláno      |
| 18           | 15        | Right Man, Wrong Time             | Správný muž v nesprávné chvíli | Michael Preece    | Chris Bunch a Allan Cole                                 | 5. února 1994      | vysíláno      |
| 19           | 16        | The Prodigal Son                  | Marnotratný syn                | Tony Mordente     | Peter Lance                                              | 5. března 1994     | vysíláno      |
| 20           | 17        | The Committee                     | Výbor                          | Michael Preece    | Lawrence Hertzog                                         | 12. března 1994    | vysíláno      |
| 21           | 18        | Deadly Vision                     | Nebezpečné vidiny              | Lee H. Katzin     | B.G. Henry                                               | 26. března 1994    | vysíláno      |
| 22           | 19        | Skyjacked                         | Únos                           | Tony Mordente     | Gregory S. Dinallo                                       | 2. dubna 1994      | vysíláno      |
| 23           | 20        | The Long Haul                     | Nebezpečná cesta               | Tony Mordente     | Gordon T. Dawson                                         | 9. dubna 1994      | vysíláno      |
| 24           | 21        | Rampage                           | Nájezd                         | Tony Mordente     | Gregory S. Dinallo                                       | 30. dubna 1994     | vysíláno      |
| 25           | 22        | The Reunion                       | Setkání                        | Michael Preece    | Galen Thompson                                           | 14. května 1994    | vysíláno      |
| 26           | 23        | Stolen Lullaby                    | Ukradené dítě                  | Michael Preece    | Julie Friedgen                                           | 21. května 1994    | vysíláno      |

### Druhá řada (1994–1995)
| Č. v seriálu | Č. v řadě | Původní název           | Český název              | Režie                | Scénář                                                                | Premiéra v USA     | Premiéra v ČR |
| ------------ | --------- | ----------------------- | ------------------------ | -------------------- | --------------------------------------------------------------------- | ------------------ | ------------- |
| 27           | 1         | Badge of Honor          | Odznak jen pro čestné    | Michael Preece       | Leonard Katzman                                                       | 24. září 1994      | vysíláno      |
| 28           | 2         | Branded                 | Cejch                    | Jerry Jameson        | Calvin Clements Jr.                                                   | 1. října 1994      | vysíláno      |
| 29           | 3         | Silk Dreams             | Hedvábné sny             | Michael Preece       | Mitchell Wayne Katzman                                                | 8. října 1994      | vysíláno      |
| 30           | 4         | Mustangs                | Mustangové               | Tony Mordente        | Gordon T. Dawson                                                      | 15. října 1994     | vysíláno      |
| 31           | 5         | Till Death Do Us Part   | Dokud nás smrt nerozdělí | Alexander Singer     | námět: Channing Clarkson a Sheree J. Wilson scénář: Channing Clarkson | 22. října 1994     | vysíláno      |
| 32           | 6         | Rainbow Warrior         | Duhový válečník          | Jerry Jameson        | Larry Brody                                                           | 5. listopadu 1994  | vysíláno      |
| 33–34        | 78        | The Road to Black Bayou | Cesta do Black Bayou     | Michael Preece       | námět: David Thoreau scénář: David Thoreau a Calvin Clements Jr.      | 19. listopadu 1994 | vysíláno      |
| 35           | 9         | Line of Fire            | Pod palbou               | Tony Mordente        | Rick Husky                                                            | 26. listopadu 1994 | vysíláno      |
| 36           | 10        | Payback                 | Odplata                  | Alexander Singer     | Gordon T. Dawson                                                      | 10. prosince 1994  | vysíláno      |
| 37           | 11        | Tiger's Eye             | Tygří oko                | Tony Mordente        | Nicholas Corea                                                        | 17. prosince 1994  | vysíláno      |
| 38           | 12        | The Big Bingo Bamboozle | Velká bingo finta        | Michael Preece       | Robert Wynne                                                          | 7. ledna 1995      | vysíláno      |
| 39           | 13        | Money Train             | Vlaková loupež           | Christian I. Nyby II | Rick Husky                                                            | 14. ledna 1995     | vysíláno      |
| 40           | 14        | Mean Streets            | Nebezpečná ulice         | Michael Preece       | Mitchell Wayne Katzman                                                | 28. ledna 1995     | vysíláno      |
| 41           | 15        | Cowboy                  | Kovboj                   | Christian I. Nyby II | Richard Stanley                                                       | 4. února 1995      | vysíláno      |
| 42–43        | 1617      | War Zone                | Válečná oblast           | Michael Preece       | Gordon T. Dawson                                                      | 11. února 1995     | vysíláno      |
| 44           | 18        | Trust No One            | Nikomu nevěř             | Tony Mordente        | námět: Fred McKnight scénář: Terry D. Nelson a Rick Kelbaugh          | 18. února 1995     | vysíláno      |
| 45           | 19        | Blue Movies             | Pornografie              | Michael Preece       | Calvin Clements Jr.                                                   | 25. února 1995     | vysíláno      |
| 46           | 20        | On Sacred Ground        | Na posvátné půdě         | Joe Coppoletta       | Gordon T. Dawson                                                      | 11. března 1995    | vysíláno      |
| 47           | 21        | Case Closed             | Případ je uzavřen        | Tony Mordente        | Steven L. Sears                                                       | 29. dubna 1995     | vysíláno      |
| 48–49        | 2223      | Flashback               | Návrat do minulosti      | Tony Mordente        | Jim Byrnes                                                            | 6. května 1995     | vysíláno      |
| 50–51        | 2425      | Standoff                | Za každou cenu           | Michael Preece       | Tom Blomquist, Rick Husky a Terry D. Nelson                           | 13. května 1995    | vysíláno      |

### Třetí řada (1995–1996)
| Č. v seriálu | Č. v řadě | Původní název           | Český název            | Režie          | Scénář                                                          | Premiéra v USA     | Premiéra v ČR |
| ------------ | --------- | ----------------------- | ---------------------- | -------------- | --------------------------------------------------------------- | ------------------ | ------------- |
| 52           | 1         | Blown Apart             | Výbuch                 | Tony Mordente  | Terry D. Nelson                                                 | 23. září 1995      | vysíláno      |
| 53           | 2         | Deep Cover              | Přísně utajeni         | Tony Mordente  | Calvin Clements Jr.                                             | 30. září 1995      | vysíláno      |
| 54           | 3         | The Guardians           | Strážci                | Michael Preece | Bruce Cervi a John Lansing                                      | 7. října 1995      | vysíláno      |
| 55           | 4         | Collision Course        | Bonnie a Clyde         | Chuck Bowman   | Jim Byrnes                                                      | 14. října 1995     | vysíláno      |
| 56           | 5         | Point After             | O bod míň              | Joe Coppoletta | námět: Ronald M. Cohen scénář: Rick Husky                       | 21. října 1995     | vysíláno      |
| 57           | 6         | Evil in the Night       | Temné zlo              | Michael Preece | Tom Blomquist                                                   | 4. listopadu 1995  | vysíláno      |
| 58           | 7         | Final Justice           | Poslední spravedlnost  | Joe Coppoletta | Rick Husky                                                      | 11. listopadu 1995 | vysíláno      |
| 59           | 8         | The Lynching            | Lynčování              | Michael Preece | Nicholas Corea                                                  | 18. listopadu 1995 | vysíláno      |
| 60           | 9         | Whitewater (Part 1)     | Divoká voda            | Michael Preece | Liz Comici a Luciano Comici                                     | 25. listopadu 1995 | vysíláno      |
| 61           | 10        | Whitewater (Part 2)     | Divoká voda            | Michael Preece | Liz Comici a Luciano Comici                                     | 2. prosince 1995   | vysíláno      |
| 62           | 11        | The Covenant            | Závazek                | Tony Mordente  | námět: Galen Thompson scénář: Galen Thompson a Gordon T. Dawson | 9. prosince 1995   | vysíláno      |
| 63           | 12        | Rodeo                   | Rodeo                  | Michael Preece | Babs Greyhosky                                                  | 6. ledna 1996      | vysíláno      |
| 64           | 13        | Flashpoint              | Vyvrcholení            | Aaron Norris   | Bruce Cervi a John Lansing                                      | 13. ledna 1996     | vysíláno      |
| 65           | 14        | Break In                | Falešný vězeň          | Joe Coppoletta | Jim Byrnes                                                      | 20. ledna 1996     | vysíláno      |
| 66           | 15        | The Return of LaRue     | LaRueův návrat         | Michael Preece | Tom Blomquist                                                   | 3. února 1996      | vysíláno      |
| 67           | 16        | The Juggernaut          | Běs                    | Tony Mordente  | Calvin Clements Jr.                                             | 10. února 1996     | vysíláno      |
| 68           | 17        | El Coyote (Part 1)      | El Coyote              | Tony Mordente  | Gordon T. Dawson                                                | 17. února 1996     | vysíláno      |
| 69           | 18        | El Coyote (Part 2)      | El Coyote              | Tony Mordente  | Gordon T. Dawson                                                | 24. února 1996     | vysíláno      |
| 70           | 19        | The Avenger             | Mstitel                | Tony Mordente  | Nicholas Corea                                                  | 2. března 1996     | vysíláno      |
| 71           | 20        | Behind the Badge        | Odznak                 | Michael Preece | Tom Blomquist                                                   | 23. března 1996    | vysíláno      |
| 72           | 21        | Blackout                | Výpadek                | Joe Coppoletta | Rick Husky                                                      | 6. dubna 1996      | vysíláno      |
| 73           | 22        | Deadline                | V časové tísni         | Tony Mordente  | námět: Jeff Myrow scénář: Nicholas Corea                        | 13. dubna 1996     | vysíláno      |
| 74           | 23        | The Siege               | V obležení             | Tony Mordente  | Calvin Clements Jr. a Gordon T. Dawson                          | 27. dubna 1996     | vysíláno      |
| 75           | 24        | The Moscow Connection   | Moskevská spojka       | Tony Mordente  | Nicholas Corea a Terry D. Nelson                                | 4. května 1996     | vysíláno      |
| 76           | 25        | Miracle at Middle Creek | Zázrak v Middle Creeku | Michael Preece | Rick Husky                                                      | 11. května 1996    | vysíláno      |
| 77           | 26        | Hall of Fame            | Dvorana slávy          | Michael Preece | Bruce Cervi a John Lansing                                      | 18. května 1996    | vysíláno      |

### Čtvrtá řada (1996–1997)
| Č. v seriálu | Č. v řadě | Původní název           | Český název             | Režie          | Scénář                                                      | Premiéra v USA     | Premiéra v ČR |
| ------------ | --------- | ----------------------- | ----------------------- | -------------- | ----------------------------------------------------------- | ------------------ | ------------- |
| 78           | 1         | Higher Power            | Vyšší moc               | Michael Preece | Bob Gookin                                                  | 21. září 1996      | vysíláno      |
| 79           | 2         | Patriot                 | Vlastenec               | Tony Mordente  | Bruce Cervi a John Lansing                                  | 28. září 1996      | vysíláno      |
| 80           | 3         | Ghost Rider             | Ghost Rider             | Karl Kases     | Nicholas Corea                                              | 5. října 1996      | vysíláno      |
| 81           | 4         | The Brotherhood         | Bratrstvo spravedlivých | Michael Preece | Gordon T. Dawson                                            | 12. října 1996     | vysíláno      |
| 82           | 5         | Plague                  | Mor                     | Tony Mordente  | Ron Swanson                                                 | 19. října 1996     | vysíláno      |
| 83           | 6         | Redemption              | Odsouzení               | Tony Mordente  | William T. Conway                                           | 26. října 1996     | vysíláno      |
| 84           | 7         | Codename: Dragonfly     | Kódový název: Vážka     | Michael Preece | námět: Nicholas Corea scénář: Nicholas Corea a Bob Gookin   | 2. listopadu 1996  | vysíláno      |
| 85           | 8         | A Silent Cry            | Tichý výkřik            | Michael Preece | Mitchell Schneider                                          | 9. listopadu 1996  | vysíláno      |
| 86           | 9         | Swan Song               | Labutí píseň            | Karl Kases     | námět: Liz Comici a Luciano Comici scénář: Gordon T. Dawson | 16. listopadu 1996 | vysíláno      |
| 87           | 10        | Cyclone                 | Cyklon                  | Tony Mordente  | Nicholas Corea a Bob Gookin                                 | 23. listopadu 1996 | vysíláno      |
| 88           | 11        | Lucky                   | Lucky                   | Tony Mordente  | námět: Bob Gookin a Rick Husky scénář: Bob Gookin           | 30. listopadu 1996 | vysíláno      |
| 89           | 12        | The Deadliest Man Alive | Nejnebezpečnější muž    | Tony Mordente  | Calvin Clements Jr.                                         | 14. prosince 1996  | vysíláno      |
| 90           | 13        | A Ranger Christmas      | Vánoce u Rangerů        | Michael Preece | Nicholas Corea                                              | 21. prosince 1996  | vysíláno      |
| 91           | 14        | Mayday                  | Mayday                  | Tony Mordente  | námět: Rick Husky scénář: Rick Husky a Nicholas Corea       | 11. ledna 1997     | vysíláno      |
| 92           | 15        | Last Hope               | Poslední naděje         | Rich Thorne    | námět: Bob Gookin a I.B. Otto scénář: Bob Gookin            | 18. ledna 1997     | vysíláno      |
| 93           | 16        | Full Contact            | Full Contact            | Michael Preece | Bruce Cervi a John Lansing                                  | 1. února 1997      | vysíláno      |
| 94           | 17        | 99th Ranger             | 99. Ranger              | Tony Mordente  | Gordon T. Dawson                                            | 8. února 1997      | vysíláno      |
| 95           | 18        | Devil's Turf            | Závod s ďáblem          | Michael Preece | Bob Gookin                                                  | 15. února 1997     | vysíláno      |
| 96           | 19        | Days Past               | Minulost se vrací       | Tony Mordente  | Nicholas Corea                                              | 22. února 1997     | vysíláno      |
| 97           | 20        | Trial of LaRue          | Případ LaRue            | Michael Preece | Gordon T. Dawson                                            | 8. března 1997     | vysíláno      |
| 98           | 21        | Heart of the Dragon     | Dračí srdce             | Michael Preece | Bob Gookin                                                  | 5. dubna 1997      | vysíláno      |
| 99           | 22        | The Neighborhood        | Zázrak v sousedství     | Eric Norris    | Nicholas Corea                                              | 26. dubna 1997     | vysíláno      |
| 100          | 23        | A Father's Image        | Obraz svého otce        | João Fernandes | Gordon T. Dawson                                            | 3. května 1997     | vysíláno      |
| 101–102      | 2425      | Sons of Thunder         | Thunderovi synové       | Aaron Norris   | námět: Chuck Norris a Aaron Norris scénář: Bob Gookin       | 4. května 1997     | vysíláno      |
| 103          | 26        | Texas v. Cahill         | Texas versus Cahillová  | Michael Preece | Glenn A. Bruce a Bob Gookin                                 | 10. května 1997    | vysíláno      |
| 104          | 27        | Rookie                  | Nováček                 | Tony Mordente  | Nicholas Corea                                              | 17. května 1997    | vysíláno      |

### Pátá řada (1997–1998)
| Č. v seriálu | Č. v řadě | Původní název            | Český název           | Režie                | Scénář                                                           | Premiéra v USA     | Premiéra v ČR |
| ------------ | --------- | ------------------------ | --------------------- | -------------------- | ---------------------------------------------------------------- | ------------------ | ------------- |
| 105          | 1         | The Fighting McLains     | Bojovníci McLainové   | Tony Mordente        | Nicholas Corea                                                   | 27. září 1997      | vysíláno      |
| 106          | 2         | Iceman                   | Kliďas                | Christian I. Nyby II | David Carren a J. Larry Carroll                                  | 4. října 1997      | vysíláno      |
| 107          | 3         | Lucas (Part 1)           | Lucas                 | Michael Preece       | námět: Chuck Norris a Aaron Norris scénář: Nicholas Corea        | 11. října 1997     | vysíláno      |
| 108          | 4         | Lucas (Part 2)           | Lucas                 | Michael Preece       | námět: Chuck Norris a Aaron Norris scénář: Nicholas Corea        | 18. října 1997     | vysíláno      |
| 109          | 5         | Forgotten People         | Zapomenutí lidé       | Tony Mordente        | námět: Mick Curran a Mitchell Schneider scénář: Mick Curran      | 25. října 1997     | vysíláno      |
| 110          | 6         | Last of a Breed (Part 1) | Poslední svého druhu  | Michael Preece       | Gordon T. Dawson                                                 | 1. listopadu 1997  | vysíláno      |
| 111          | 7         | Last of a Breed (Part 2) | Poslední svého druhu  | Michael Preece       | Gordon T. Dawson                                                 | 8. listopadu 1997  | vysíláno      |
| 112          | 8         | Brainchild               | Síla mozku            | Michael Preece       | Nicholas Corea                                                   | 15. listopadu 1997 | vysíláno      |
| 113          | 9         | Mr. Justice              | Pan Spravedlnost      | Eric Norris          | námět: Bob Gookin a Rebecka S. Norris scénář: Bob Gookin         | 22. listopadu 1997 | vysíláno      |
| 114          | 10        | Rainbow's End            | Na konci duhy         | Eric Norris          | Nicholas Corea                                                   | 6. prosince 1997   | vysíláno      |
| 115          | 11        | A Woman's Place          | Místo pro ženu        | Gregg Champion       | námět: Dawn Ritchie a Hannah Louise Shearer scénář: Dawn Ritchie | 13. prosince 1997  | vysíláno      |
| 116          | 12        | Small Blessings          | Malá požehnání        | Eric Norris          | Bob Gookin                                                       | 20. prosince 1997  | vysíláno      |
| 117          | 13        | Tribe                    | Kmen                  | Jerry Jameson        | Nicholas Corea                                                   | 3. ledna 1998      | vysíláno      |
| 118          | 14        | Saving Grace             | Božská odpuštění      | Jerry Jameson        | Bruce Cervi a John Lansing                                       | 10. ledna 1998     | vysíláno      |
| 119          | 15        | Money Talks              | Síla peněz            | Tony Mordente        | James L. Novack                                                  | 17. ledna 1998     | vysíláno      |
| 120          | 16        | The Crusader             | Křižák                | Rich Thorne          | Bruce Cervi a John Lansing                                       | 31. ledna 1998     | vysíláno      |
| 121          | 17        | In God's Hands           | V rukou božích        | Michael Preece       | Gordon T. Dawson                                                 | 28. února 1998     | vysíláno      |
| 122          | 18        | Undercover               | Práce v převleku      | Michael Preece       | Bob Gookin                                                       | 7. března 1998     | vysíláno      |
| 123          | 19        | Everyday Heroes          | Hrdinové všedních dnů | Michael Preece       | Bob Gookin                                                       | 21. března 1998    | vysíláno      |
| 124          | 20        | Warriors                 | Dokonalý voják        | João Fernandes       | Bob Gookin                                                       | 4. dubna 1998      | vysíláno      |
| 125          | 21        | Angel                    | Anděl smrti           | Jerry Jameson        | Bruce Cervi a John Lansing                                       | 18. dubna 1998     | vysíláno      |
| 126          | 22        | The Soul of Winter       | Mrazivý duch          | Michael Preece       | Gordon T. Dawson                                                 | 25. dubna 1998     | vysíláno      |
| 127          | 23        | Circle of Life           | Kruh života           | Michael Preece       | Nicholas Corea                                                   | 2. května 1998     | vysíláno      |
| 128          | 24        | Test of Faith            | Zkouška víry          | Eric Norris          | Bob Gookin                                                       | 9. května 1998     | vysíláno      |
| 129          | 25        | The Wedding (Part 1)     | Svatba                | Michael Preece       | Gordon T. Dawson                                                 | 16. května 1998    | vysíláno      |

### Šestá řada (1998–1999)
| Č. v seriálu | Č. v řadě | Původní název             | Český název       | Režie                | Scénář                                                            | Premiéra v USA     | Premiéra v ČR |
| ------------ | --------- | ------------------------- | ----------------- | -------------------- | ----------------------------------------------------------------- | ------------------ | ------------- |
| 130          | 1         | The Wedding (Part 2)      | Svatba            | Michael Preece       | Gordon T. Dawson                                                  | 26. září 1998      | vysíláno      |
| 131          | 2         | Trackdown                 | Štvanice          | Jerry Jameson        | William T. Conway                                                 | 3. října 1998      | vysíláno      |
| 132          | 3         | Royal Heist               | Královská kořist  | Michael Preece       | Nicholas Corea                                                    | 10. října 1998     | vysíláno      |
| 133          | 4         | War Cry                   | Válečný pokřik    | Karl Kases           | Nicholas Corea                                                    | 17. října 1998     | vysíláno      |
| 134          | 5         | Code of the West          | Zákon Západu      | Michael Preece       | Janet A. Wilson a Michael L. Wilson                               | 24. října 1998     | vysíláno      |
| 135          | 6         | The Children of Halloween | Halloweenská noc  | João Fernandes       | Bob Gookin                                                        | 31. října 1998     | vysíláno      |
| 136          | 7         | Survival                  | Přežití           | Jerry Jameson        | Bob Gookin                                                        | 7. listopadu 1998  | vysíláno      |
| 137          | 8         | Second Chance             | Druhá šance       | Christian I. Nyby II | Bruce Cervi a John Lansing                                        | 14. listopadu 1998 | vysíláno      |
| 138          | 9         | Paradise Trail            | Rajská stezka     | Michael Preece       | Nicholas Corea                                                    | 21. listopadu 1998 | vysíláno      |
| 139          | 10        | Eyes of a Ranger          | Oči Rangera       | Michael Preece       | námět: Gordon Dawson a Dawn Ritchie scénář: Gordon Dawson         | 5. prosince 1998   | vysíláno      |
| 140          | 11        | On the Border             | Na hranici        | Jerry Jameson        | Allan Cole                                                        | 12. prosince 1998  | vysíláno      |
| 141          | 12        | Lost Boys                 | Ztracení hoši     | Rich Thorne          | Robin Madden                                                      | 9. ledna 1999      | vysíláno      |
| 142          | 13        | Special Witness           | Zvláštní svědek   | Christian I. Nyby II | Bob Gookin                                                        | 16. ledna 1999     | vysíláno      |
| 143          | 14        | The Principal             | Ředitel           | Jerry Jameson        | Nicholas Corea                                                    | 6. února 1999      | vysíláno      |
| 144          | 15        | Team Cherokee (Part 1)    | Čerokíjský tým    | Michael Preece       | Bruce Cervi a John Lansing                                        | 13. února 1999     | vysíláno      |
| 145          | 16        | Team Cherokee (Part 2)    | Čerokíjský tým    | Michael Preece       | Bruce Cervi a John Lansing                                        | 20. února 1999     | vysíláno      |
| 146          | 17        | livegirls.now             | Livegirls company | Jerry Jameson        | Bruce Cervi a John Lansing                                        | 27. února 1999     | vysíláno      |
| 147          | 18        | No Way Out                | Není cesty zpátky | Eric Norris          | Bruce Cervi a John Lansing                                        | 24. dubna 1999     | vysíláno      |
| 148          | 19        | Brothers in Arms          | Bratři ve zbrani  | Eric Norris          | Nicholas Corea                                                    | 1. května 1999     | vysíláno      |
| 149          | 20        | Mind Games                | Ovlivňování mysli | Michael Preece       | Robin Madden                                                      | 8. května 1999     | vysíláno      |
| 150          | 21        | Power Angels              | Stateční andělé   | Eric Norris          | námět: Leslie Pike scénář: Bruce Cervi a John Lansing             | 15. května 1999    | vysíláno      |
| 151          | 22        | Jacob's Ladder            | Jakobův žebřík    | Michael Preece       | Janet A. Wilson a Michael L. Wilson                               | 15. května 1999    | vysíláno      |
| 152          | 23        | In Harm's Way (Part 1)    | Cestou násilí     | Jerry Jameson        | námět: Gordon T. Dawson a Nicholas Corea scénář: Gordon T. Dawson | 22. května 1999    | vysíláno      |

### Sedmá řada (1999–2000)
| Č. v seriálu | Č. v řadě | Původní název                    | Český název             | Režie                | Scénář                                                             | Premiéra v USA     | Premiéra v ČR |
| ------------ | --------- | -------------------------------- | ----------------------- | -------------------- | ------------------------------------------------------------------ | ------------------ | ------------- |
| 153          | 1         | In Harm's Way (Part 2)           | Cestou násilí           | Jerry Jameson        | námět: Gordon T. Dawson a Nicholas Corea scénář: Gordon T. Dawson  | 25. září 1999      | vysíláno      |
| 154          | 2         | Countdown                        | Odpočítávání            | Michael Preece       | Bob Gookin                                                         | 2. října 1999      | vysíláno      |
| 155          | 3         | Safe House                       | Úkryt                   | Jerry Jameson        | Bruce Cervi a John Lansing                                         | 9. října 1999      | vysíláno      |
| 156          | 4         | Way of the Warrior               | Chování bojovníka       | Michael Preece       | námět: Guy Prevost scénář: Guy Prevost, Bruce Cervi a John Lansing | 16. října 1999     | vysíláno      |
| 157          | 5         | Tall Cotton                      | Klub Tall Cotton        | Michael Preece       | Bob Gookin                                                         | 23. října 1999     | vysíláno      |
| 158          | 6         | The Lynn Sisters                 | Sestry Lynnovy          | Christian I. Nyby II | Rob Wright                                                         | 30. října 1999     | vysíláno      |
| 159          | 7         | Suspicious Minds                 | V podezření             | Jerry Jameson        | Anne Dremann                                                       | 6. listopadu 1999  | vysíláno      |
| 160          | 8         | Widow Maker                      | Zabiják                 | Jerry Jameson        | Gordon T. Dawson                                                   | 13. listopadu 1999 | vysíláno      |
| 161          | 9         | Fight or Die                     | Bojuj, nebo zemři       | Michael Preece       | Gordon T. Dawson                                                   | 20. listopadu 1999 | vysíláno      |
| 162          | 10        | Rise to the Occasion             | Chopit se příležitosti  | Eric Norris          | Bob Gookin                                                         | 27. listopadu 1999 | vysíláno      |
| 163          | 11        | Full Recovery                    | Ztráta paměti           | Clarence Gilyard Jr. | Bruce Cervi a John Lansing                                         | 11. prosince 1999  | vysíláno      |
| 164          | 12        | A Matter of Faith                | Otázka víry             | Michael Preece       | Bruce Cervi a John Lansing                                         | 18. prosince 1999  | vysíláno      |
| 165          | 13        | Vision Quest                     | Slepota                 | Jerry Jameson        | Rob Wright                                                         | 8. ledna 2000      | vysíláno      |
| 166          | 14        | A Matter of Principle            | Jde o princip           | Eric Norris          | Janet A. Wilson a Michael L. Wilson                                | 15. ledna 2000     | vysíláno      |
| 167          | 15        | Thunderhawk                      | Hřmící jestřáb          | Mike Norris          | námět: Rob Wright a Reuben Leder scénář: Rob Wright                | 5. února 2000      | vysíláno      |
| 168          | 16        | Justice Delayed                  | Opožděná spravedlnost   | Michael Preece       | John Lansing                                                       | 12. února 2000     | vysíláno      |
| 169          | 17        | The Day of Cleansing             | Den očisty              | Christian I. Nyby II | námět: John Lansing a Bruce Cervi scénář: Gordon Dawson            | 19. února 2000     | vysíláno      |
| 170          | 18        | Black Dragons                    | Černí draci             | Michael Preece       | Doug Heyes Jr.                                                     | 26. února 2000     | vysíláno      |
| 171          | 19        | Soldiers of Hate                 | Vojáci nenávisti        | Jerry Jameson        | Leslie Pike                                                        | 25. března 2000    | vysíláno      |
| 172          | 20        | The General's Return             | Generálův návrat        | Christian I. Nyby II | Galen Tong                                                         | 8. dubna 2000      | vysíláno      |
| 173          | 21        | Showdown at Casa Diablo (Part 1) | Zúčtování v Casa Diablo | Eric Norris          | Bruce Cervi a John Lansing                                         | 29. dubna 2000     | vysíláno      |
| 174          | 22        | Showdown at Casa Diablo (Part 2) | Zúčtování v Casa Diablo | Jerry Jameson        | Bruce Cervi a John Lansing                                         | 3. května 2000     | vysíláno      |
| 175          | 23        | The Bachelor Party               | Rozloučení se svobodou  | Mike Norris          | Rob Wright                                                         | 13. května 2000    | vysíláno      |
| 176          | 24        | Wedding Bells (Part 1)           | Svatební zvony          | Jerry Jameson        | Bob Gookin                                                         | 20. května 2000    | vysíláno      |
| 177          | 25        | Wedding Bells (Part 2)           | Svatební zvony          | Jerry Jameson        | Bob Gookin                                                         | 20. května 2000    | vysíláno      |

### Osmá řada (2000–2001)
| Č. v seriálu | Č. v řadě | Původní název               | Český název              | Režie                | Scénář                                                        | Premiéra v USA     | Premiéra v ČR |
| ------------ | --------- | --------------------------- | ------------------------ | -------------------- | ------------------------------------------------------------- | ------------------ | ------------- |
| 178          | 1         | Home of the Brave           | Domov statečných         | Michael Preece       | Rob Wright                                                    | 7. října 2000      | vysíláno      |
| 179          | 2         | Deadly Situation            | Smrtelně vážná situace   | Eric Norris          | Gordon T. Dawson                                              | 14. října 2000     | vysíláno      |
| 180          | 3         | White Buffalo               | Bílý buvol               | Mike Norris          | Janet A. Wilson a Michael L. Wilson                           | 21. října 2000     | vysíláno      |
| 181          | 4         | The Avenging Angel          | Anděl pomsty             | Mike Norris          | Shel Willens                                                  | 28. října 2000     | vysíláno      |
| 182          | 5         | The Winds of Change         | Prezident                | Eric Norris          | Rob Wright                                                    | 4. listopadu 2000  | vysíláno      |
| 183          | 6         | Lazarus                     | Lazar                    | Michael Preece       | Galen Tong                                                    | 11. listopadu 2000 | vysíláno      |
| 184          | 7         | Turning Point               | Obrat                    | Eric Norris          | námět: Rob Wright scénář: Duke Sandefur                       | 18. listopadu 2000 | vysíláno      |
| 185          | 8         | Retribution                 | Odplata                  | Michael Preece       | Raymond Hartung                                               | 25. listopadu 2000 | vysíláno      |
| 186          | 9         | Child of Hope               | Dítě naděje              | Mike Norris          | Julie Beers                                                   | 9. prosince 2000   | vysíláno      |
| 187          | 10        | Faith                       | Faith                    | Michael Preece       | Rob Wright                                                    | 16. prosince 2000  | vysíláno      |
| 188          | 11        | Golden Boy                  | Zlatý chlapec            | Eric Norris          | námět: Chuck Norris scénář: Raymond Hartung                   | 13. ledna 2001     | vysíláno      |
| 189          | 12        | Desperate Measures          | Zoufalé kroky            | Michael Preece       | Duke Sandefur                                                 | 20. ledna 2001     | vysíláno      |
| 190          | 13        | Division Street             | Hraniční ulice           | Mike Norris          | námět: Aaron Norris a Galen Tong scénář: Julie Beers          | 3. února 2001      | vysíláno      |
| 191          | 14        | Saturday Night              | Sobotní večer            | Eric Norris          | Rob Wright                                                    | 10. února 2001     | vysíláno      |
| 192          | 15        | Justice for All             | Spravedlnost pro všechny | Christian I. Nyby II | námět: Chuck Norris scénář: Gordon T. Dawson                  | 17. února 2001     | vysíláno      |
| 193          | 16        | 6 Hours                     | Šest hodin               | Michael Preece       | Fred A. Wyler                                                 | 14. dubna 2001     | vysíláno      |
| 194          | 17        | Medieval Crimes             | Loupeživí rytíři         | Eric Norris          | námět: Raymond Hartung a Chuck Norris scénář: Raymond Hartung | 21. dubna 2001     | vysíláno      |
| 195          | 18        | Legends                     | Legendy kickboxingu      | Mike Norris          | Rob Wright                                                    | 21. dubna 2001     | vysíláno      |
| 196          | 19        | Unsafe Speed                | Nebezpečná rychlost      | Garry A. Brown       | Duke Sandefur                                                 | 28. dubna 2001     | vysíláno      |
| 197          | 20        | Without a Sound             | Ve světě ticha           | Mike Norris          | Aurorae Khoo                                                  | 28. dubna 2001     | vysíláno      |
| 198          | 21        | Blood Diamonds              | Krvavé diamanty          | Eric Norris          | Raymond Hartung                                               | 5. května 2001     | vysíláno      |
| 199          | 22        | The Reel Rangers            | Filmové hvězdy           | Christian I. Nyby II | Julie Beers                                                   | 5. května 2001     | vysíláno      |
| 200          | 23        | The Final Showdown (Part 1) | Poslední zúčtování       | Aaron Norris         | Gordon T. Dawson                                              | 19. května 2001    | vysíláno      |
| 201          | 24        | The Final Showdown (Part 2) | Poslední zúčtování       | Aaron Norris         | Gordon T. Dawson                                              | 19. května 2001    | vysíláno      |

### Televizní film (2005)
| Původní název                       | Český název                            | Režie        | Scénář                     | Premiéra v USA | Premiéra v ČR |
| ----------------------------------- | -------------------------------------- | ------------ | -------------------------- | -------------- | ------------- |
| Walker, Texas Ranger: Trial by Fire | Walker, Texas Ranger: Falešné obvinění | Aaron Norris | John Lansing a Bruce Cervi | 16. října 2005 | vysíláno      |